# Zahir Hussein Khan
Pour les articles homonymes, voir Khan (homonymie).
Zahir Hussein Khan (en ourdou : ظاہر حسین خان), né le 4 octobre 1960, est un joueur de squash représentant le Pakistan. Il atteint en janvier 1982 la 22e place mondiale sur le circuit international, son meilleur classement.

## Biographie
Il participe aux championnats du monde par équipes 1979 avec l'équipe nationale pakistanaise et atteint la finale, où elle s'incline 3-0 face à la Grande-Bretagne. Khan n'a pas participé à la finale. Entre 1979 et 1983, il participe quatre fois au tableau principal des championnats du monde en simple et atteint deux fois son meilleur résultat avec le deuxième tour.

## Palmarès

### Titres
- Open de squash d'Écosse : 1980

### Finales
- Championnat du monde par équipes : 1979